# Klondike (mini-série)
 (février 2015).
Si vous disposez d'ouvrages ou d'articles de référence ou si vous connaissez des sites web de qualité traitant du thème abordé ici, merci de compléter l'article en donnant les références utiles à sa vérifiabilité et en les liant à la section « Notes et références ».
Pour les articles homonymes, voir Klondike (homonymie).
Klondike est une mini-série américaine en trois parties de 90 minutes diffusée du 20 au 22 janvier 2014 sur Discovery Channel.
En France, la série a été diffusée en janvier 2014 sur OCS Max et aussi sur Histoire, à partir du 15 janvier 2018. En Suisse, la série a été diffusée sur RTS Un, et au Québec à partir du 13 mars 2015 sur Historia, en six parties de 45 minutes.
Inspiré du roman de Charlotte Gray Gold Diggers : Shriking it Rich in the Klondike, Klondike évoque la Ruée vers l'or du Klondike à la fin du XIXe siècle dans la région canadienne du Yukon, située non loin de la frontière avec l'Alaska, qui a servi de décor au classique de Charlie Chaplin La Ruée vers l'or.
L'histoire s'attache plus particulièrement à deux amis d'enfance, Bill Haskell et Byron Epstein, qui rejoignent l'ouest, où aventures et dangers les attendent au tournant.

## Synopsis
La série suit deux jeunes aventuriers, Bill Haskell et Byron Epstein, décidés à faire fortune dans le Yukon au temps de la ruée vers l'or à la fin des années 1890.

## Production
Réalisée dans l’Alberta par Discovery Networks, Entertainment One et Nomadic Pictures en collaboration avec Scott Free Productions, cette mini-série vise les valeurs de production d'un long métrage en 54 jours de tournage.

## Fiche technique
- Producteurs : Chad Oakes, Michael Frislev, Clara George.
- Direction de production : Paul T. Scheuring, Ridley Scott, David W. Zucker, Eileen O’Neill, Dolores Gavin, John Morayniss.
- Réalisation : Simon Cellan Jones
- Scénario : Paul T. Scheuring, Rachel Abramowitz, Josh Goldin inspiré du roman « Gold Diggers: Striking It Rich in the Klondike » par Charlotte Gray.
- Chef décorateur : Ken Rempel

## Distribution
- Richard Madden : Bill Haskell
- Abbie Cornish (VF : Mélanie Dermont) : Belinda Mulrooney (en)
- Sam Shepard : Père Judge
- Tim Roth : Le Comte
- Tim Blake Nelson (VF : Franck Dacquin) : Joe Meeker
- Ian Hart : Soapy Smith
- Augustus Prew : Byron Epstein
- Conor Leslie : Sabine
- Johnny Simmons : Jack London
- Marton Csokas : Samuel Steele
- Sophia Lauchlin Hirt (VF : Claire Tefnin) : Mary
- Ron Selmour (VF : Claudio Dos Santos) : Sundown

version française
- adaptation : Vanessa Azoulay et Laurent Van Craenenbroeck
- voix additionnelles : Bruno Georis[9]